# ایوان تیخان
ایوان تیخان (بلاروسی: Іва́н Рыго́равіч Ці́хан؛ زادهٔ ۲۴ ژوئیه ۱۹۷۶) یک پرتاب‌گر چکش اهل بلاروس است. از افتخارات وی میتوان وی می‌توان به کسب مدال نقره پرتاب چکش در بازی‌های المپیک تابستانی ۲۰۱۶ و مدال برنز پرتاب چکش در بازی‌های المپیک تابستانی ۲۰۰۸ اشاره کرد.